# Grace Slick
Grace Slick, ursprungligen Grace Barnett Wing, född 30 oktober 1939 i Evanston, Illinois, är en amerikansk fotomodell, konstnär och sångare, mest känd från rockgrupperna Jefferson Airplane och Jefferson Starship. Som medlem i Jefferson Airplane är hon sedan 1996 invald i Rock and Roll Hall of Fame.
Slick började sin karriär i bandet The Great Society på 1960-talet. I denna grupp ingick både hennes make Jerry (Gerald) Slick på trummor och svåger Darby Slick på gitarr. Men i oktober 1966 fick Grace Slick kontakt med Jefferson Airplane då de behövde en ersättare för sångerskan Signe Anderson. Från och med Jefferson Airplanes andra LP Surrealistic Pillow (1967) blev hon gruppens förgrundsfigur. Hon blev ett kännetecken för gruppen med sin starka kraftfulla röst, och väckte också uppmärksamhet i media för sitt sätt att posera framför kameror.
I albumet Surrealistic Pillow ingick två låtar som Slick tog med sig från The Great Society, "White Rabbit", som hon skrivit själv och "Somebody to Love", som skrivits av hennes svåger Darby Slick. Båda dessa låtar blev singelhits med Jefferson Airplane, men de har också givits ut på skiva i liveupptagningar med The Great Society. Eftersom det ofta enbart står (Slick) inom parentes efter låtarna är det en vanlig missuppfattning att Grace Slick även skulle ha komponerat "Somebody To Love". Texten till "White Rabbit" är influerad av Lewis Carrolls bok Alice i Underlandet, men är även en stark drogskildring.
1971 gjorde Grace Slick och Paul Kantner, en annan medlem i Jefferson Airplane en LP med titeln Sunfighter. Därefter ingick hon i resterna av Jefferson Airplane, som nu kallades Jefferson Starship och därefter enbart Starship. På 1980-talet gjorde hon en del egna soloalbum. På 1990-talet "pensionerade" hon sig (dock slutade hon inte helt med musik), och har bland annat gett ut boken Somebody to Love?. Hon är också aktiv för djurs rättigheter.
På senare år har Grace Slick främst varit verksam som konstnär. Hon har gjort många porträtt av musiker från 1960-talet, till exempel Janis Joplin, Jerry Garcia och andra. År 2000 började hon visa och sälja sina konstverk.

## Diskografi
Soloalbum
- 1974 – Manhole
- 1980 – Dreams
- 1981 – Welcome to the Wrecking Ball!
- 1984 – Software
- 1999 – The Best of Grace Slick (samlingsalbum)